# 33 Весов
33 Весов (лат. ζ² Librae, лат. 33 Lib, лат. GZ Lib, HD 137949) — белая вращающаяся переменная звезда типа Альфы² Гончих Псов (ACVO) в созвездии Весов, расположенная на расстоянии около 262 световых лет (около 80 парсек) от Солнца. Видимая звёздная величина звезды — от +6,71m до +6,66m, её спектральный класс ApSrEuCr. Радиус — около 3,06 солнечных, светимость — около 13,77 солнечных. Эффективная температура — около 8842 К.
Эта звезда спектрального класса ApSrEuCr, то есть мы наблюдаем как изменения яркости, так и скорости движения её слоёв атмосферы. Основная пульсация звезды происходит с частотой около 2.015 мГц, что соответствует периоду около 8,3 минут. Кроме того, наблюдается гармоника с частотой 4.030 мГц, что указывает на сложную внутреннюю динамику звезды. Магнитное поле звезды довольно сильное (около 4,6 кГс), при это вращается она очень медленно – её период вращения превышает 75 лет.